# Heinrich Moritz Spalteholz

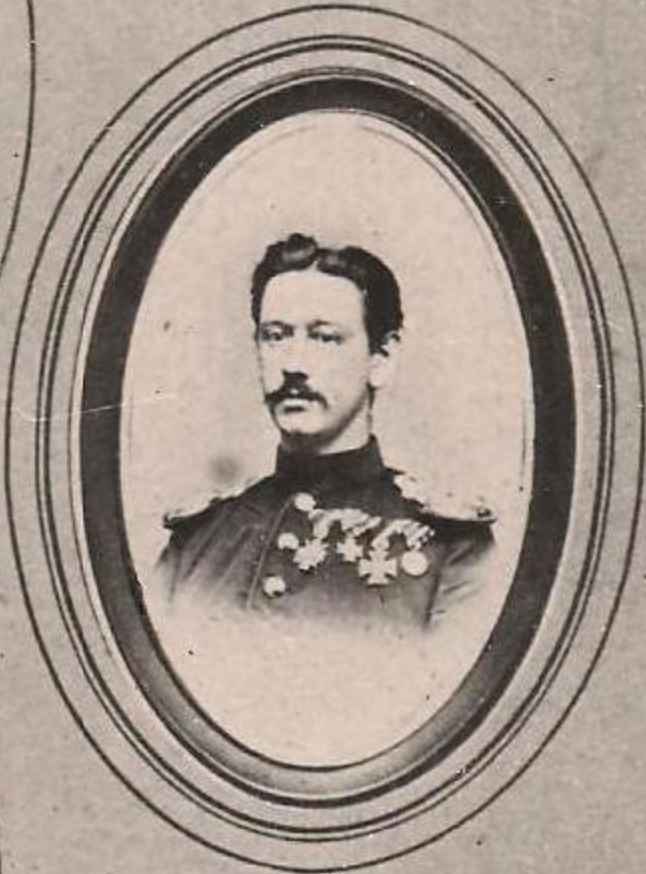
Heinrich Moritz Spalteholz

Heinrich Moritz Spalteholz (* 27. Juli 1847 in Dresden; † 10. Februar 1909 ebenda) war ein sächsischer Generalmajor.

## Leben

### Militärkarriere
Spalteholz trat 1866 als Fähnrich in das 5. Infanterie-Bataillon der sächsischen Armee ein und nahm in dieser Eigenschaft am Deutschen Krieg teil. Er avancierte am 12. Januar 1867 zum Leutnant im neuerrichteten Infanterie-Regiment „König Wilhelm II. von Württemberg“ (6. Königlich Sächsisches) Nr. 105 unter Oberst August von Schmieden und nahm mit diesem Verband 1870/71 während des Krieges gegen Frankreich als Regimentsadjutant unter Oberst von Tettau an der Schlacht bei Gravelotte teil, wo er leicht verwundet wurde. Für sein Wirken erhielt er das Eiserne Kreuz II. Klasse und das Ritterkreuz I. Klasse des Albrechts-Ordens mit Kriegsdekoration.
Er wurde nach weiterer Beförderung zum Premierleutnant am 5. Februar 1871 als Adjutant zur 3. Infanterie-Brigade Nr. 47 abkommandiert. In dieser Eigenschaft diente er bis 1876 und wurde nach Beförderung zum Hauptmann am 31. Mai 1876 á la suite des Regiments gestellt und als Platzmajor in Dresden verwendet. Nachfolgend diente er ab 1882 als Kompaniechef im 9. Infanterie-Regiment Nr. 133. Nach Beförderung zum Major am 1. April 1887 diente er im neugegründeten 11. Königlich Sächsischen Infanterie-Regiment Nr. 139 unter Oberst Johannes Leusmann. 1888 war er dann Bataillonskommandeur im Regiment und wurde am 16. September 1891 zum Oberstleutnant befördert. Spalteholz wurde am 9. März 1892 als etatsmäßiger Stabsoffizier in das 1. Königlich-Sächsische (Leib-)Grenadier-Regiment Nr. 100 versetzt und schon 1895 á la suite des Infanterie-Regiment „Kronprinz“ (5. Königlich Sächsisches) Nr. 104 gestellt und mit der Führung des Regiments beauftragt. In dieser Eigenschaft wurde er am 30. März 1895 zum Oberst befördert und am 24. Juni 1898 aus Gesundheitsgründen zur Disposition gestellt. Er diente nachfolgend noch vom 24. Oktober 1898 bis zum 23. Oktober 1903 als Kommandant des Truppenübungsplatzes Zeithain in Riesa, wo ihm am 26. März 1899 der Charakter eines Generalmajors verliehen wurde. Er wurde in Tharandt beigesetzt.

### Familie
Er heiratete Antonie Lorenz (1854–1903) und bekam mit ihr zwei Töchter, Mathilde (* 1874) und Antonie (* 1877).